# Nada (cantante)
Nada Malanima, nota semplicemente come Nada (Rosignano Marittimo, 17 novembre 1953), è una cantautrice italiana.

## Biografia

### Gli inizi
Figlia d'arte (il padre, Gino Malanima, era un clarinettista), Nada Malanima è nata a Gabbro, una frazione di Rosignano Marittimo in provincia di Livorno (Toscana) il 17 novembre 1953. Fu la madre, Viviana Fenzi, a scegliere l'insolito nome quando una donna rom di nome Nada le predisse, leggendole la mano, che avrebbe avuto una figlia, la quale avrebbe viaggiato e avuto successo. Viene scoperta da Roberto Davini, ex cantante divenuto talent-scout dell'RCA Italiana. Dopo un primo 45 giri contenente una cover in italiano di Les bicyclettes de Belsize, a soli quindici anni debutta al Festival di Sanremo 1969 con Ma che freddo fa (in abbinamento con i Rokes), singolo inciso per la RCA Talent che la spinge al primo posto in hit-parade per cinque settimane regalandole un'enorme e improvvisa popolarità in Italia, Spagna, Giappone e altri paesi; viene soprannominata Il pulcino del Gabbro per la sua giovanissima età. Sempre nel 1969 pubblica il suo primo album Nada.

Pochi mesi dopo, partecipa a Un disco per l'estate 1969 con la canzone Biancaneve (ma è il retro del singolo Cuore stanco a riscuotere maggior successo). Sempre nel 1969 partecipa a Canzonissima con i brani Che male fa la gelosia, L'anello, Innamorata di te. Nel 1970 canta Pa' diglielo a ma' in abbinamento con Ron al Festival di Sanremo 1970. Partecipa a Canzonissima con Io l'ho fatto per amore che dà il titolo al suo secondo album, Io l'ho fatto per amore.

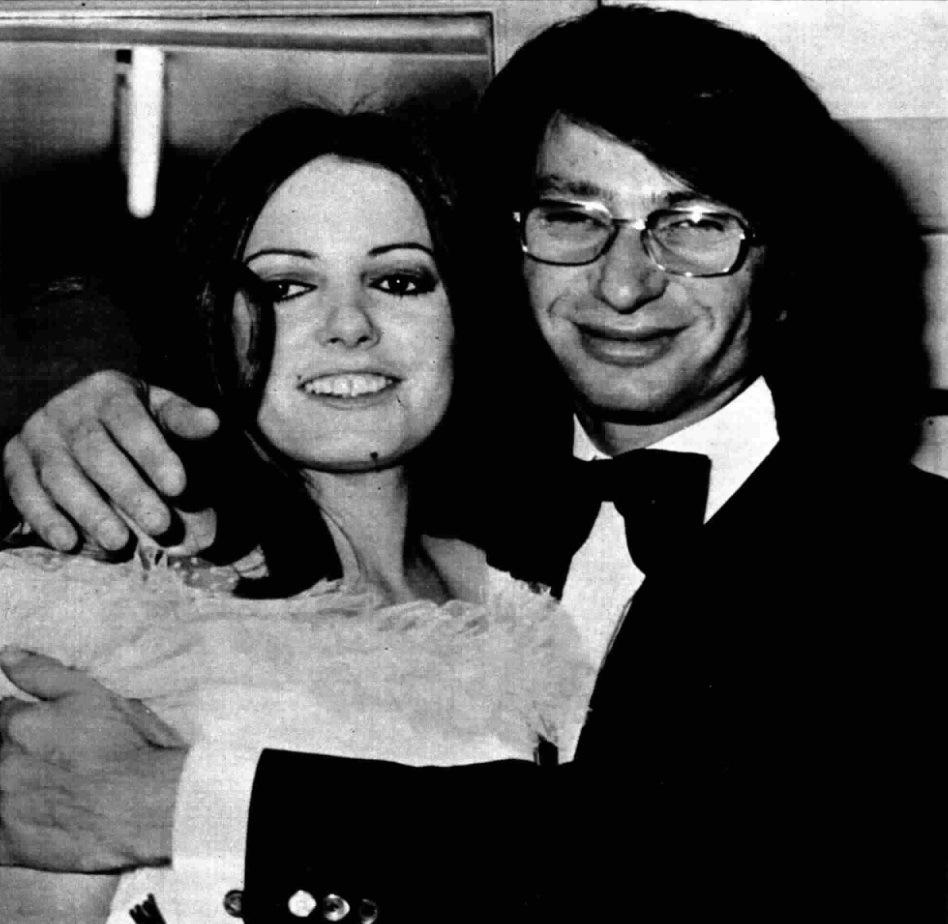
Nada e Nicola Di Bari nel 1971

Nel 1971 vince il Festival di Sanremo 1971 con Il cuore è uno zingaro in abbinamento con Nicola Di Bari. Nello stesso anno è a Canzonissima con il brano sanremese e La porti un bacione a Firenze. Nel 1972 si classifica terza a Sanremo con Re di denari, nell'edizione vinta nuovamente da Di Bari con I giorni dell'arcobaleno. In quell'anno è di nuovo a Saint Vincent per Un disco per l'estate dove si classifica decima (ai nastri di partenza i cantanti in gara erano 64) con Una chitarra e un'armonica.
Partecipa per l'ultima volta a Canzonissima nello stesso anno con Re di denari e Una chitarra e un'armonica.

### L'incontro con Ciampi e la canzone d'autore
Terminato il rapporto con Migliacci, Nada si lega a Gerry Manzoli, il bassista de I Camaleonti, con cui troverà la stabilità affettiva e che sposerà qualche anno dopo.
Con l'album Ho scoperto che esisto anch'io (1973), la giovane cantante abbandona l'immagine adolescenziale costruita dai suoi discografici e si avvicina alla poetica del suo conterraneo Piero Ciampi. L'album all'epoca non ottenne successo ma verrà rivalutato solo successivamente. Intanto, sempre nel 1973, partecipa nuovamente a Un disco per l'estate con Brividi d'amore, scritta da Michetti, Paulin e Sacchi (i primi due sono componenti del noto gruppo I Cugini di Campagna), finalista a Saint Vincent.
Si avvicina inoltre alla nuova canzone d'autore italiana collaborando con alcuni grandi nomi giunti solo qualche anno dopo alla vera notorietà (come ad esempio Antonello Venditti, Riccardo Cocciante e Claudio Baglioni), collaborazioni di cui ben poco è stato poi pubblicato per ragioni discografiche. La svolta prosegue nel 1975 con l'album 1930: Il domatore delle scimmie in cui collabora con la Reale Accademia di Musica.
Tra la fine del 1976 e gli inizi del 1977 Nada prova ad esibirsi in concerto con alcuni amici conosciuti alla RCA Italiana tra cui Piero Ciampi, Paolo Conte e Renzo Zenobi, ma le serate non riscuotono molto successo; viene anche registrata una trasmissione televisiva, che però la Rai non trasmetterà mai. Grazie a quest'incontro, comunque, Nada incide nel suo disco di quell'anno due canzoni di Conte, Avanti bionda e La fisarmonica di Stradella (per quest'ultimo brano il cantautore effettuerà alcune modifiche al testo), una canzone di Ciampi (L'amore è tutto qui) e una di Zenobi (Giornate di tenera attesa).

### Il ritorno al pop
Con il passaggio dalla RCA alla Polydor, Nada torna al successo attraverso un repertorio più leggero, grazie alla collaborazione di Mauro Lusini. Pubblica svariati 45 giri che ottengono un buon riscontro commerciale: Pasticcio universale (1978) arrangiamenti di Alessandro Centofanti e Walter Martino, Dolce più dolce del 1979 che partecipa al Festivalbar, Rosa che nel 1980 ripartecipa Festivalbar, Dimmi che mi ami, che mi ami, che tu ami, che tu ami solo me che nel 1981 partecipa ancora al Festivalbar e a Un disco per l'estate e che raggiunge la diciottesima posizione dei singoli più venduti, Ti stringerò del 1982, che tocca la sedicesima posizione e dove torna ancora al Festivalbar e Un disco per l'estate, partecipando poi a Vota la voce e Azzurro, inoltre pubblica una raccolta Ti stringerò che contiene brani del repertorio Polydor.
Nel 1983 passa alla EMI ed esce l'album Smalto, trainato dalla celeberrima Amore disperato, che diventa immediatamente uno dei tormentoni dell'anno, e che diventerà successivamente uno dei brani italiani simbolo degli anni ottanta. Sempre nel 1983 la cantante partecipa a varie popolari rassegne tra cui Festivalbar, Vota la voce dove vince come miglior cantante donna dell'anno e Azzurro  che vincerà insieme alla collega Alice.
L'anno seguente esce il singolo Balliamo ancora un po' con il quale partecipa nuovamente al Festivalbar e Vota la voce riscuotendo un discreto successo. Negli LP Noi non cresceremo mai (1984) e Baci rossi (1986) l'artista lascia ampio spazio all'elettronica senza ottenere il successo degli anni precedenti.

### Verso la canzone d'autore
Dopo la partecipazione al Festival di Sanremo 1987 con il brano Bolero, che la vede ultima classificata, segue un silenzio artistico di molti anni interrotto nel 1992 dalla pubblicazione dell'album L'anime nere, in cui Nada firma parte dei testi. Il lavoro non avrà però adeguata promozione a causa di alcuni contrasti con la RCA.
Nel 1994 pubblica una raccolta intitolata Malanima: Successi ed inediti 1969-1994 per celebrare i 25 anni di carriera. Il disco include per la prima volta alcune incisioni degli anni settanta, che attingevano dal repertorio di cantautori agli albori della loro carriera, come Riccardo Cocciante e Claudio Baglioni, del quale è inclusa una versione alternativa, per forma e testo, della celebre Chissà se mi pensi, registrata da Nada nel 1974.
Nel 1997 esce Nada trio, progetto che testimonia la sua svolta verso sonorità acustiche e una nuova ricerca musicale. Il trio è costituito da Nada, Fausto Mesolella (chitarra) e Ferruccio Spinetti (contrabbasso), entrambi della Piccola Orchestra Avion Travel, coi quali riarrangia alcuni classici del suo repertorio più un brano del gruppo (l'intensa Abbassando), una canzone di Franco Battiato (Venezia-Istanbul, che finirà anche su un tributo al cantautore siciliano) e la tradizionale Maremma. La stessa Ma che freddo fa era già parte del repertorio della Piccola Orchestra.
Il disco viene venduto inizialmente come allegato ad una rivista, poi in seguito viene ristampato dall'etichetta Storie di note, ponendo le basi della sua nuova credibilità artistica.
Nel 1999 presenta al Festival di Sanremo il brano Guardami negli occhi, da lei scritto e composto, ottenendo una certa visibilità e riscuotendo anche l'attenzione di Adriano Celentano che la vuole per il duetto Il figlio del dolore, uscito nel 2000 all'interno del suo disco Esco di rado e parlo ancora meno.
Il brano sanremese è contenuto nell'album Dove sei sei del 1999, dove collabora con Mauro Pagani e che segna una prima evidente svolta verso la canzone d'autore.

### Consacrazione come cantautrice

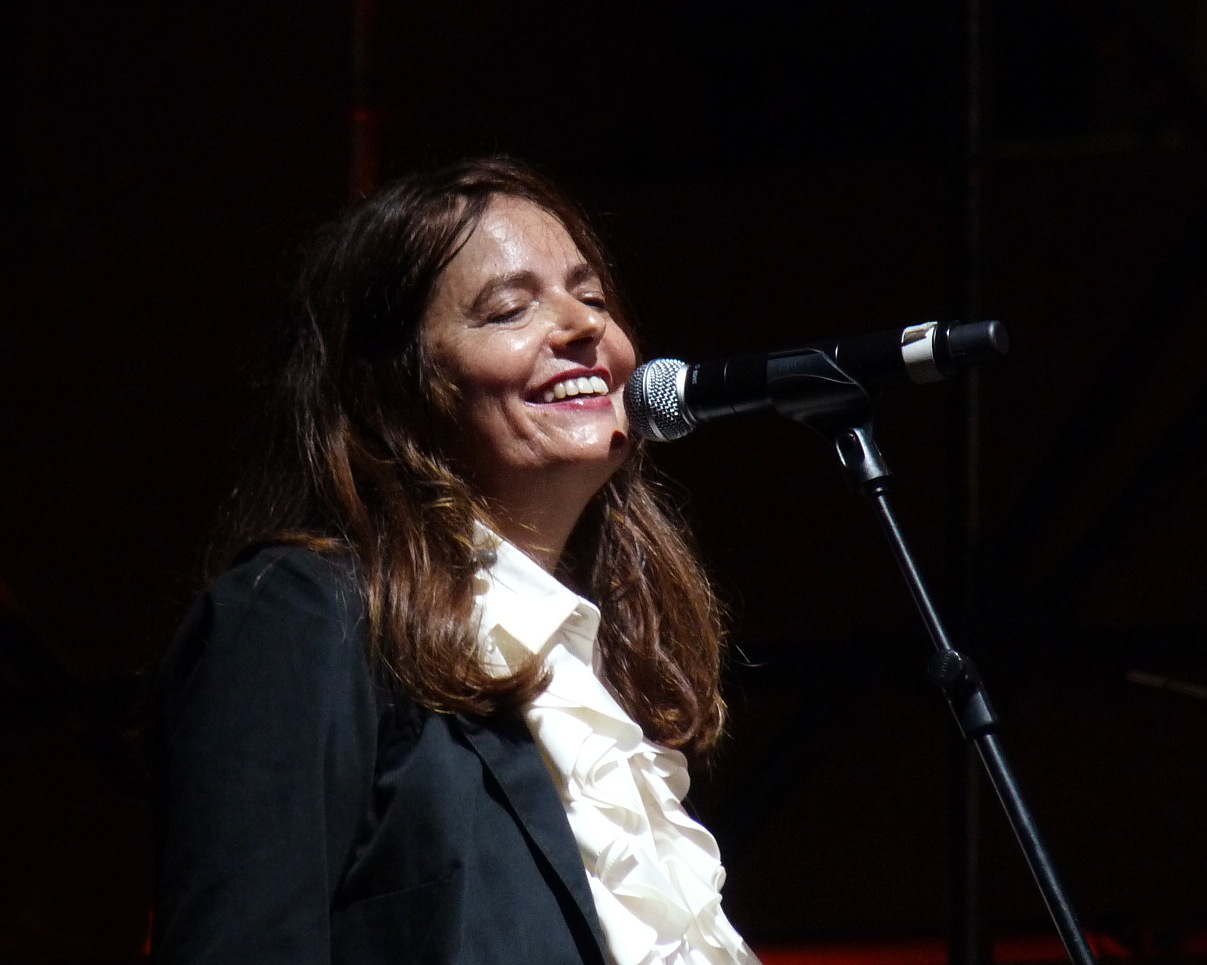
Nada nel 2009

Nel 2001 pubblica L'amore è fortissimo e il corpo no nuovamente per l'etichetta Storie di note, improntato al rock, così come il successivo Tutto l'amore che mi manca, prodotto da John Parish e premiato come miglior album indipendente del 2004, Opera che riceve anche il Premio Lunezia. Nei due album Nada è autrice di tutti i brani.
Nel 2003 collabora con il gruppo Têtes de Bois cantando La luna (La lune) nell'album Ferré, l'amore e la rivolta. Nel 2003 pubblica per Fazi Editore il suo primo libro, la raccolta di poesie Le mie madri, proponendosi con uno stile composito e innovativo.
Nel 2005 collabora con Massimo Zamboni, prima cantando tre canzoni nel suo disco Sorella sconfitta, poi per una serie di concerti a cui seguirà un album live a due intitolato L'apertura.
Nel 2006 torna con una raccolta intitolata Le mie canzoncine 1999-2006, contenente i brani incisi negli ultimi dischi insieme all'inedita Scalza, singolo dalle sonorità estive.
Nel 2007 partecipa nuovamente al Festival di Sanremo con il brano Luna in piena, sempre da lei scritto, come del resto tutto l'omonimo album, riottenendo una buona visibilità attraverso diversi passaggi radiofonici e trasmissioni televisive. Nella serata delle versioni alternative, si fa accompagnare dalla cantautrice rock Cristina Donà.
Nello stesso anno i successi Ma che freddo fa e Amore disperato vengono inseriti nella colonna sonora del film rappresentante l'Italia a Cannes, Mio fratello è figlio unico. Le versioni proposte sono quelle intensamente acustiche tratte dall'album Nada Trio del 1998.
Nel 2008 esce Stazione Birra, il suo primo album dal vivo contenente tutti i suoi più grandi successi e i pezzi più rappresentativi più recenti. Inoltre, sono inclusi due singoli inediti: Stretta e Novembre. Il titolo dell'album deriva dal locale dove viene realizzato il concerto, un disco-pub di Roma.
Nello stesso anno esce, sempre per Fazi Editore, il romanzo autobiografico Il mio cuore umano, che nel 2009 diventa anche uno spettacolo teatrale incentrato sul suo percorso artistico e personale (Musicaromanzo). Dal romanzo viene tratto anche un film TV, per la regia di Costanza Quatriglio, intitolato Il mio cuore umano, andato in onda il 20 agosto 2009 sulla Rai.
Il 21 giugno 2009 prende parte al concerto benefico Amiche per l'Abruzzo, aprendo la diretta radio nazionale. Per l'occasione si è esibita con una band di eccezione, formata da Carmen Consoli al basso, Marina Rei alla batteria e Paola Turci alla chitarra, che l'ha accompagnata nell'esecuzione della sua celebre Ma che freddo fa.
Sempre nel 2009 è la voce degli Zen Circus nella canzone Vuoti a perdere, contenuta nel loro album Andate tutti affanculo.
Nel frattempo continua a portare in giro per l'Italia il suo spettacolo teatrale Musicaromanzo, in cui l'artista racconta sé stessa attraverso monologhi e canzoni, il tutto in un'intima atmosfera onirica. Il 12 aprile 2011 esce il suo nuovo album Vamp, pubblicato dall'etichetta Infecta e distribuito da Edel Music.
Dopo l'uscita dell'album prodotto da Manuele Fusaroli inizia un tour per tutta Italia assieme agli The Zen Circus e Francesco Motta dei Criminal Jokers.
Nell'autunno 2011 riprende a esibirsi dal vivo con il Lunatico Cosmico tour, accompagnata dai Criminal Jokers (Francesco Motta e Francesco Pellegrini) e dal batterista Ugo Nativi.
Nella primavera del 2012 esce presso Bompiani un nuovo romanzo, La grande casa. Nel maggio dello stesso anno si esibisce a Musica da Bere accompagnata dai Criminal Jokers, dove viene premiata con la Targa alla Carriera.
Nel 2013 scrive per Ornella Vanoni la canzone Il bambino sperduto, incluso nell'album Meticci.
Nel marzo del 2014 è stato pubblicato il suo nuovo album di inediti, intitolato Occupo poco spazio, registrato in presa diretta con una piccola orchestra. I singoli estratti dall'album sono L'ultima festa e Questa vita cambierà.
Nel 2015 la sua canzone Ti stringerò è inserita nel film Lo chiamavano Jeeg Robot ed è parte integrante di una delle scene più importanti e ben riuscite del film.
A gennaio 2016 esce l'album L'amore devi seguirlo, registrato nella sua abitazione. I singoli estratti sono: Non sputarmi in faccia e La bestia, pubblicati nel 2015 e successivamente La canzone dell'amore nel 2016.
Nel 2016 la sua canzone del 2004 Senza un perché viene inserita nella quarta puntata della prima stagione di The Young Pope, serie tv diretta da Paolo Sorrentino. La risonanza mediatica della serie è tale da far entrare il brano nella classifica dei brani rock più venduti di iTunes (al secondo posto).
All'inizio di marzo 2017 Nada vince il Premio Amnesty Italia grazie alla canzone Ballata triste, la quale ha battuto la concorrenza di colleghi illustri come Arisa (Gaia), Litfiba (Straniero), Irene Fornaciari (Blu), Noemi (Amen) e Mannarino (Apriti cielo) grazie alla sua forte denuncia contro il femminicidio.
Il 30 marzo 2017 canta Piccoli fiumi, insieme ad altri artisti nel programma "Dalla parte di Gianmaria", in ricordo e omaggio all'artista Gianmaria Testa, mancato il giorno stesso.
Il 7 aprile 2017 è uscito per Warner Music Italy il nuovo disco del Nada Trio La posa, nato dalla collaborazione con Fausto Mesolella e Ferruccio Spinetti, rispettivamente chitarrista e contrabbassista degli Avion Travel, che oltre ai brani di Nada e all'inedito La Posa (del quale è stato pubblicato un video ufficiale sul canale della Warner) contiene un omaggio a Piero Ciampi con Sul porto di Livorno e a Gianmaria Testa con Dentro la tasca di un qualunque mattino, un brano tratto dal film L'angelo azzurro con Marlene Dietrich, Falling in love again, e un canto popolare salentino, Malachianta.
Nel 2018 viene pubblicato l'audiolibro Nada Malanima Legge Leonida.
Il 18 gennaio 2019 viene pubblicato per Woodworm Label il nuovo album È un momento difficile, tesoro, anticipato dal singolo omonimo e dal brano Dove sono i tuoi occhi. L'8 febbraio 2019 si esibisce con Motta alla 69ª edizione del Festival di Sanremo nel brano Dov'è l'Italia, vincendo il premio per il miglior duetto.
Il 25 ottobre esce il libro Materiale domestico: un'autobiografia 2019-1969.
L'8 novembre, anticipato dal singolo Come una roccia, esce il doppio album Materiale domestico, che contiene venti provini del periodo 1986-2019 più quattro inediti.

### Anni 2020
Il 10 marzo 2021 Rai 1 trasmette un film ispirato alla sua autobiografia, intitolato La bambina che non voleva cantare, interpretato da Tecla Insolia.
Nel 2022 pubblica il singolo Mille stelle per la serie televisiva Noi.
Il 7 ottobre dello stesso anno
esce l'album di inediti La paura va via da sé se i pensieri brillano, anticipato dal singolo Chi non ha.

### Attrice
Nei primi anni settanta frequenta la scuola di recitazione di Alessandro Fersen e la scuola di ballo di Nadia Chiatti che le consentono una preparazione artistica più completa.
- Nel 1973 debutta come attrice nello sceneggiato televisivo RAI Puccini diretto da Sandro Bolchi nel ruolo di Doria Manfredi.
- Nel 1974 recita ne L'acqua cheta di Augusto Novelli con la regia di Vito Molinari.
- Nel 1977 ha un ruolo da protagonista ne Il diario di Anna Frank con la regia di Giulio Bosetti che precede un altro suo ruolo da protagonista nella rivisitazione italiana di My Fair Lady (Pigmalione).
- Il suo curriculum di attrice vanta anche collaborazioni teatrali di successo con Dario Fo ne L'opera dello Sghignazzo e con Marco Messeri in Amore e Vapore.
- Nel 1994 torna al cinema nel film di Francesca Archibugi Con gli occhi chiusi dove canta anche la colonna sonora Nati alberi composta per lei da Ennio Morricone.
- Nel 2008 partecipa alla produzione di danza La natura delle cose del coreografo Virgilio Sieni (con la musica di Francesco Giomi) prestando la voce per la lettura di una serie di frammenti del "De Rerum Natura" di Lucrezio.
- Nel 2013 appare in un cameo nel 19º episodio della web serie Una mamma imperfetta pubblicato su corriere.it e andato successivamente in onda su Rai 2 il 3 ottobre.

## Premi
- 1971: Primo Posto al Festival di Sanremo con Il cuore è uno zingaro;
- 1972: Terzo Posto al Festival di Sanremo con Re di denari;
- 1983: Primo Posto alla rassegna musicale Vota la Voce con Amore disperato nella categoria cantanti femminili;
- 2004: Miglior album indipendente al Premio SIAE 2004 con Tutto l'amore che manca;
- 2004: Premio Lunezia, menzione speciale per l'album Tutto l'amore che manca;
- 2007: Miglior album dell'anno Premio Mei con Luna in piena;
- 2007: Miglior videoclip Premi Pivi e Futur Film per Luna in piena;
- 2008: Premio Ciampi
- 2012: Targa Musica da Bere alla carriera[12]
- 2019: Premio "Miglior duetto" al Festival di Sanremo 2019
- 2019: Premio Lunezia Stil Novo, per l'Album “È un momento difficile, tesoro"

## Partecipazioni a Festival musicali

### Partecipazioni al Festival di Sanremo
- 1969 - con Ma che freddo fa (Franco Migliacci e Claudio Mattone) in coppia con i Rokes - 5º posto
- 1970 - con Pa', diglielo a ma'  (Jimmy Fontana e Franco Migliacci) in coppia con Ron - 7º posto
- 1971 - con Il cuore è uno zingaro (Franco Migliacci e Claudio Mattone) in coppia con Nicola Di Bari - 1º posto
- 1972 - con Re di denari (Claudio Mattone e Franco Migliacci) - 3º posto
- 1987 - con Bolero (Gerry) - 24º posto
- 1999 - con Guardami negli occhi (Nada Malanima) - 10º posto
- 2007 - con Luna in piena (Nada Malanima) - 15º posto

### Partecipazioni al Festivalbar
- Festivalbar 1970 - con Bugia
- Festivalbar 1973 - con Brividi d'amore
- Festivalbar 1979 - con Dolce più dolce
- Festivalbar 1980 - con Rosa
- Festivalbar 1981 - con Dimmi che mi ami che mi ami che tu ami che tu ami solo me
- Festivalbar 1982 - con Ti stringerò
- Festivalbar 1983 - con Amore disperato
- Festivalbar 1984 - con Balliamo ancora un po'
- Festivalbar 1986 - con Stanotte

### Partecipazioni a Un disco per l'estate
- Un disco per l'estate 1969 - con Biancaneve (semifinalista)
- Un disco per l'estate 1972 - con Una chitarra e un'armonica (finalista)
- Un disco per l'estate 1973 - con Brividi d'amore (finalista)
- Un disco per l'estate 1981 - con Dimmi che mi ami che mi ami che tu ami che tu ami solo me (finalista)
- Un disco per l'estate 1986 - con Stanotte

### Partecipazioni ad Azzurro
- Azzurro 1982 - con Ti stringerò
- Azzurro 1983 - con Amore disperato

### Partecipazione a Vota la voce
- Vota la voce 1982 - con Ti stringerò
- Vota la voce 1983 - con Amore disperato
- Vota la voce 1984 - con Balliamo ancora un po'

## Discografia

### Album da solista
- 1969 - Nada (RCA Talent, TSL 10444)
- 1970 - Io l'ho fatto per amore (RCA Italiana, PSL 10484)
- 1973 - Ho scoperto che esisto anch'io (RCA Italiana, DPSL 10619)
- 1975 - 1930: Il domatore delle scimmie (RCA Italiana, TPL 1-1157; con la Reale Accademia di Musica)
- 1976 - Nada (RCA Italiana, TPL 1-1226), ristampato nel 1977 (PL 31248) con la canzone Sarà sostituita da Lontano lontano
- 1979 - Nada (Polydor 2448 089)
- 1983 - Smalto (EMI Italiana, 3C 064-18611)
- 1984 - Noi non cresceremo mai (EMI italiana 064-1186711)
- 1986 - Baci rossi (EMI italiana 064-1187491)
- 1992 - L'anime nere (RCA Italiana/BMG, PL 75283, pubblicato anche in Francia)
- 1999 - Dove sei sei (Mercury/Polygram 538 819-2)
- 2001 - L'amore è fortissimo e il corpo no (Storie di note, SDN016)
- 2004 - Tutto l'amore che mi manca (On the road, OTR 5)
- 2007 - Luna in piena (Radiofandango, 0166392RAF)
- 2011 - Vamp (Edel, 0206533EIT)
- 2014 - Occupo poco spazio (Santeria, SAN 076)
- 2016 - L'amore devi seguirlo (Santeria, SAN 090)
- 2019 - È un momento difficile, tesoro (Woodworm, WW068)
- 2019 - Materiale domestico (Woodworm/Artist First, WW075) - raccolta di provini con quattro inediti
- 2022 - La paura va via da sé se i pensieri brillano (La Tempesta Dischi/Santeria, SAN 107 CD)
- 2025 - Nitrito (Santeria)

### Album collaborativi
- 1998 - Nada Trio (allegato ad una rivista, ristampato nel 2006 da Storie di note, SDN 56)
- 2017 - La posa (Bubba Music/Warner Music Italy, 5054197674815)

### Live
- 2005 - L'apertura (con Massimo Zamboni)
- 2005 - Live (Brescia 21.03.04) (non in vendita, allegato alla rivista musicale Mucchio Selvaggio Extra)
- 2008 - Live Stazione Birra (RAI TRADE 0189702RAT)
- 2012 - 30 Anni Di Ortodossia (Reggio Emilia 29 Agosto 2012) (con Massimo Zamboni, Angela Baraldi, Cisco, Fatur e Giorgio Canali, CD+DVD)

## Libri
- Le mie madri, Roma, Fazi, 2003. ISBN 88-8112-413-0. (Premio Alghero Donna, sezione poesia, 2004)
- Il mio cuore umano, Roma, Fazi, 2008. ISBN 978-88-8112-964-5. (romanzo autobiografico)
- La grande casa, Milano, Romanzo Bompiani, 2012. ISBN 978-88-452-7035-2. (romanzo)
- Leonida, Roma, Atlantide, 2016. ISBN 978-88-99591-05-2. (romanzo)
- Materiale domestico. Un'autobiografia 2019-1969, Roma, Atlantide, 2019 (autobiografia)
- Come la neve di un giorno. Una visione , Roma, Atlantide, 2023